# トヨタ・セコイア
セコイア（SEQUOIA）とは北米トヨタ（en:Toyota Motor Sales, U.S.A., Inc.）が製造するフルサイズスポーツ・ユーティリティ・ビークル（SUV）である。

## 概要
トヨタのフルサイズSUVとして、2000年に2001年モデルとして登場した。
生産はベースとなったタンドラと同じ米・インディアナ工場で、アメリカとカナダで販売される。カナダでは1995年に撤退したランドクルーザーの後継的役割を担っている。
なお、トヨタで製造されるSUVとしてはランドクルーザー100 / 200を抜いて最大のボディサイズを誇るが、ライトデューティーな構成（高耐久な本格的オフロードカーではない）ゆえ、車両重量はそれらよりも軽い。
2017年、アメリカの中古車情報サイトが多走行車の調査したところ、セコイアは登録台数のうち5.6 %が走行距離20万マイル以上を記録しており、アメリカにおける長寿モデルランキングで2位となった。
2021年現在、セコイアは米国、カナダ、コスタリカのみで販売。左ハンドルのみの製造。

## 初代 XK30/40型（2000年 - 2007年）
2001年モデルとして2000年に登場。4.7 L・V8の2UZ-FEエンジンや4速AT、シャシといった根幹部品はベースのタンドラと共用するも、リアの足回りはタンドラで標準のリーフスプリング+リジッドアクスルとドラムブレーキから、コイルスプリング+マルチリンクサスペンションとディスクブレーキに変更され、日常の乗用車的な乗り心地と性能を手に入れた。
ボディサイズは同社の上級SUVであるランドクルーザー100やアメリカンフルサイズのシボレー・タホと比べても大きく、フォード・エクスペディションに迫るサイズであった。グレードは「SR5」と「Limited」の2種でそれぞれに後輪駆動と四輪駆動を用意。
2005年にマイナーチェンジを受け、外観が一部手直しされた。メカニズムではトランスミッションが5速ATになった他、エンジンがVVT-i付きに変更され、282 PSとなったが、最終型では、燃費と低中速のトルク特性を改善した273 PSに変更されている。
日本でも一時期、セントラル自動車（現：トヨタ自動車東日本）によって輸入・販売されていたことがある。

## 2代目 XK60型（2008年 - 2022年）
2007年のロサンゼルスオートショーで2008年モデルとして発表され、2008年に発売された。ベースは先代と同じくタンドラであるが、今回もリヤの足回りに関してはリヤマルチリンクサスペンションを採用している。また、今回のフルモデルチェンジを機にエンジンには276 PSの4.7 L・V8の2UZ-FEに加えて5.7 L・V8の3UR-FEが新たにラインナップされた。グレードは【 SR5 】【 Limited 】【 Platinum 】とがあり、駆動方式に関してはいずれもFRと4WDが選択可能である。エクステリアに関してはタンドラ同様に押し出し感のあるフロントマスクとなっていて、より主張の強いイメージとなっている。インテリアに関しては完全に新設計され、DVDエンターテイメントシステムやBluetooth対応のカーナビゲーション、スマートエントリーなどが選択できるようになった。乗車定員はSR5が8人、Platinumが7人乗りとなり、Platinumには電動格納式の6：4分割式リヤシートが備わる。
なお、タンドラ同様4.7 L V8 2UZ-FE型エンジンは2010年モデルから4.6 L V8 1UR-FE型に変更されている。
北米市場専用車であるが、輸入業者等により日本でも輸入・販売されており、日本国内でも目にすることができる。

## 3代目 XK80型（2022年 - ）
2022年1月25日2023年モデルとして発表。製造はサンアントニオ工場に移管されXK70型タンドラと並行して生産される事となった。GA-Fプラットフォームを採用している。